# Giáo hoàng Bônifaciô III
Bônifaciô III (Tiếng Latinh: Bonifacius III) là vị giáo hoàng thứ 66 của Giáo hội Công giáo. Là người kế nhiệm Giáo hoàng Sabinian. Niên giám tòa thánh năm 1806 xác định rằng ông đắc cử Giáo hoàng vào năm 607 và cai quản giáo hội trong 8 tháng 12 ngày. Niên giám tòa thánh năm 2003 cho rằng Triều đại của ông kéo dài từ ngày 19 tháng 2 năm 607 cho tới ngày 12 tháng 11 năm 607.
Truyền thống cho rằng Boniface III được sinh tại Rôma là con trai của John Cataadioce. Ông được coi là một người Roma mặc dù tên của ông theo tiếng Hy Lạp. Tên khai sinh của ông là George Hiltion. Mặc dù cai trị Giáo hội trong một thời gian rất ngắn nhưng ông đã có những đóng góp quan trọng trong việc tổ chức của giáo hội công giáo.
Ông đã có được tước hiệu Giám mục hoàn vũ; một tước hiệu chỉ thuộc về Giám mục Rôma mà thôi (Thượng phụ Constatinôpooli cũng mang tước hiệu này). Ông cũng đã ngăn cấm việc sắp xếp vận động cho cuộc bầu chọn Giáo hoàng mới trong 3 ngày (hiện nay là 9 ngày) sau khi vị tiền nhiệm qua đời. Khi trở thành Giáo hoàng, ngài đạt được một tuyên ngôn dựa theo Phocas, rằng chỉ có Giám mục Rôma mới có thể triệu tập "Công Đồng Đại Kết". Ông chỉ thị công bố Giáo hoàng là Giám mục Roma và cũng là Giám mục toàn cầu. Boniface III qua đời ngày 12 tháng 11 năm 607 và được chôn cất trong Vương cung thánh đường thánh Phêrô ở Roma.